# Henri-Pons de Thiard de Bissy
Henri-Pons de Thiard de Bissy, francoski rimskokatoliški duhovnik, škof in kardinal, * 25. maj 1657, Pierre-de-Bresse, † 26. julij 1737.

## Življenjepis
29. marca 1687 je bil imenovan za škofa Toula; 10. marca 1692 je bil potrjen in 24. avgusta 1692 je prejel škofovsko posvečenje.
10. maja 1704 je bil imenovan za škofa Meauxa; 9. februarja 1705 je bil potrjen.
29. maja 1715 je bil povzdignjen v kardinala; 16. junija 1721 je bil postavljen za kardinal-duhovnika Ss. Quirico e Giulitta in 14. avgusta 1730 je bil imenovan za kardinal-duhovnika S. Bernardo alle Terme.